# 立川橋
立川橋（たちかわはし）は福島県河沼郡会津坂下町および同郡湯川村にある阿賀川に架かる福島県道127号会津坂下塩川線の道路橋である。

## 概要
- 橋格 - 1等橋 (TL-20)
- 路線名 - 一般県道会津坂下塩川線
- 形式 - 鋼3径間連続非合成鈑桁橋2連
- 橋長 - 314.850 m
  - 支間割 - 2×(3×52.200 m)
- 幅員
  - 総幅員 - 11.000 m
  - 有効幅員 - 10.000 m
  - 車道幅員 - 7.5000 m
  - 歩道幅員 - 片側2.500 m
- 床版 - 鉄筋コンクリート
- 総鋼重 - 843.2 t
- 橋台 - 鋼管杭基礎扶壁式橋台（A1・A2）
- 橋脚 - 鋼管杭基礎逆T式橋脚（P1・P3・P5）、ケーソン基礎逆T式橋脚（P2・P4）
- 施工 - 松尾橋梁[注釈 1]・川崎重工業
- 架設工法 - 自走クレーン車によるステージング工法

会津坂下町と湯川村の境をなす一級河川阿賀川を渡り、西詰は橋名の由来でもある会津坂下町立川字天神前に、東詰は湯川村堂畑字村北に位置する。下流側には湯川村と喜多方市の市町境も位置する。橋は車道2車線で供用されており、下り線側（下流側）に歩道が設置されている。親柱は東にそびえる会津盆地のシンボルである磐梯山をモチーフにデザインされている。

## 歴史
従来当地には立川の渡しとして渡船場があり、阿賀川の横断に供されてきた。1974年度（昭和49年度）より渡船から変えるべく架橋が事業化された。国庫補助事業認可の陳情に会津地方出身の代議士である渡部恒三が走り回ったと完成後の祝賀会にて語られている。総事業費14億5770万円が費やされ、1983年（昭和58年）10月に立川橋の開通式が行われるとともに、立川の渡しの廃舟式が行われた。福島県道としては最後まで残った渡船場であり、当橋梁の開通により福島県が管理する渡船場は全廃された。